# Баронська корона
Баронська корона — геральдична рангова корона, яка починаючи з XV століття символізувала титулбарона або фрайгера.
Баронська корона у Німеччині, Австрії, Росії та Польщі — це золотий обруч, прикрашений дорогоцінними каменями, із дванадцятьма зубцями з перлинами, сім із яких видно. До 1806 року в Священній Римській імперії німецької нації використовувалася «стара форма» корони з п'ятьма намистинами та ниткою намистин.
Французька баронська корона, яка також поширена в Росії та Італії, являє собою золотий обруч без шипів, оточений кількома нитками перлів. Корона шведського барона має вісім перлин, на яких посередині та з боків лежать ще три перлини.

## Галерея

Німецькі землі, Польща, Росія
Данія, Норвегія
Швеція
Велика Британія
Бельгія, Нідерланди
Бельгія (давніша версія)
Франція
Франція (барон-пер)
Франція (давніша версія)
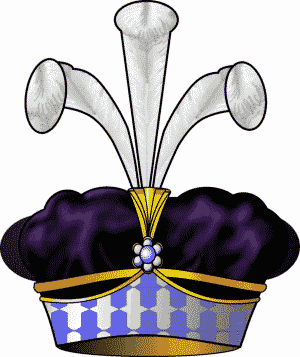
Наполеонівська Франція
Італія
Іспанія
Португалія
Бразилія